# Augusto Barbera
Augusto Antonio Barbera (Aidone, 25 giugno 1938) è un giurista ed ex politico italiano.
Professore emerito di diritto costituzionale nell'Università di Bologna, è stato Ministro per i rapporti con il Parlamento nel governo Ciampi.
Dal 21 dicembre 2015 è giudice della Corte costituzionale e suo presidente dal 12 dicembre 2023 al 21 dicembre 2024.

## Biografia

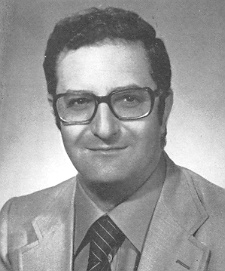
Barbera nel 1976

Laureatosi in giurisprudenza all'Università di Catania, allievo di Vincenzo Zangara, ha insegnato diritto costituzionale a Catania (1969-1970) e a Ferrara (1970-1977), Istituzioni di diritto pubblico nella Facoltà di Scienze politiche di Bologna (1977-1994) e Diritto costituzionale nella Facoltà di Giurisprudenza di Bologna fino al 2010. Ha lavorato come ricercatore in Germania Ovest, a Karlsruhe e Heidelberg, tra il 1967 e il 1969.
Nel 2015 è stato nominato Giudice Costituzionale su elezione del Parlamento.
È stato direttore della Rivista Quaderni costituzionali. Rivista italiana di diritto costituzionale, edita da Il Mulino. È inoltre componente del comitato di direzione o del comitato scientifico di diverse altre riviste di settore.
È Accademico emerito per la sezione di Scienze giuridiche economiche e finanziarie dell'Accademia delle Scienze di Bologna. È altresì socio corrispondente della Società geografica italiana, nominato per «alti meriti nello studio della dimensione territoriale delle politiche istituzionali». È stato Vicepresidente del Consiglio di presidenza della giustizia amministrativa per il quadriennio 2001-2005, organo di autogoverno dei magistrati amministrativi.
Ha fatto parte di diverse Commissioni presso Regioni e presso vari Ministeri, fra cui, nel 1999, come Presidente, della Commissione istituita presso il Ministero dell'Interno per l'elaborazione del Testo unico delle leggi sulle autonomie locali. È stato Presidente dell'ISLE (Istituto italiano di studi legislativi) nonché componente il consiglio scientifico della Scuola di scienza e tecnica della legislazione costituita presso il medesimo Istituto.
È stato - fra il 1976 e il 1994 - parlamentare, eletto alla Camera dei deputati nelle liste del Partito Comunista Italiano prima e del Partito Democratico della Sinistra poi (e dal 1980 al 1982 membro del Consiglio della Regione Emilia-Romagna). Dal 1987 al 1992 è stato presidente della Commissione parlamentare per le questioni regionali, nonché, dal 1992, vicepresidente della Commissione bicamerale per le riforme istituzionali. Nell'aprile 1993 è nominato ministro per i Rapporti con il Parlamento nel governo di Carlo Azeglio Ciampi, dal quale si è dimesso, insieme ad altri tre ministri di partiti della sinistra (Luigi Berlinguer, Vincenzo Visco e Francesco Rutelli), a causa della mancata concessione, da parte del Parlamento, dell'autorizzazione a procedere nei confronti di Bettino Craxi. È stato fra i promotori dei referendum elettorali del 1991, di quelli del 1993 e del 1999. Aderisce poi al Partito Democratico.
Ha pubblicato 22 volumi (alcuni frutto di lavori collettivi) e più di 400 saggi, note a sentenze, relazioni o interventi a convegni in tema di fonti del diritto, libertà fondamentali, ordinamento regionale e locale, amministrazioni indipendenti, forme di governo e sistemi elettorali, storia costituzionale. Una sintesi della sua opera si trova nella voce da lui curata "Costituzione della Repubblica italiana", negli "Annali dell'enciclopedia del diritto", volume VIII, Giuffrè, Milano, 2015. 
Ha scritto numerosissime pubblicazioni di settore, tra cui un celebre trattato di diritto pubblico curato insieme a Giuliano Amato e i manuali per il corso di diritto pubblico e il corso di diritto costituzionale scritti insieme a Carlo Fusaro.

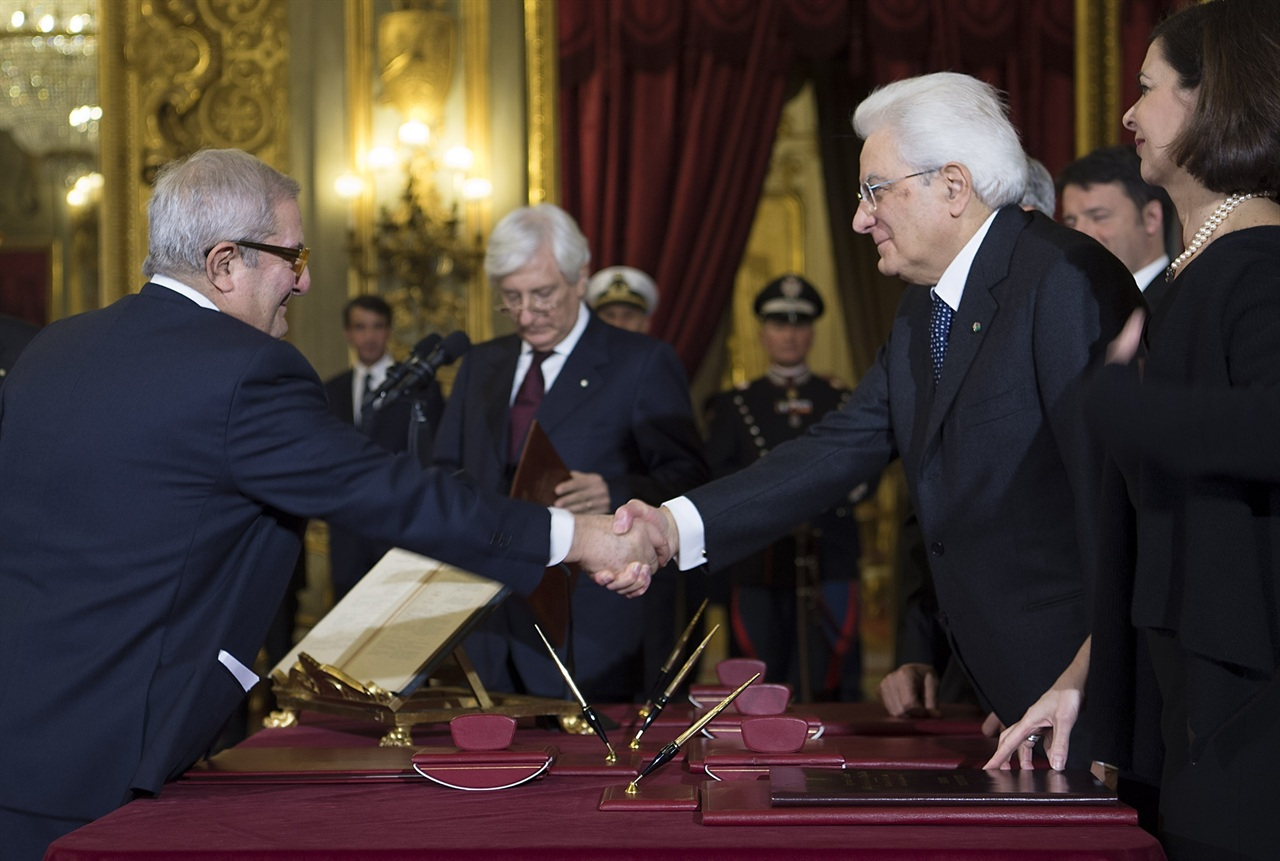
Augusto Barbera con il Presidente della Repubblica Sergio Mattarella

Nel 2015, prima della sua elezione a giudice costituzionale, ha pubblicato un saggio sulla Rivista dell'Associazione Italiana dei Costituzionalisti, intitolato "La sentenza relativa al blocco pensionistico: una brutta pagina per la Corte". In un passaggio, ha dimostrato apertura all'introduzione della dissenting opinion per la Corte costituzionale.
È stato componente del Collegio Garante della Costituzionalità delle Norme della Repubblica di San Marino e dal novembre 2005 presidente dello stesso. In tale veste nel 2010 ha interrotto la procedura per la celebrazione del referendum d'indirizzo per l'adesione di San Marino all'Unione Europea, suscitando notevole dibattito a San Marino.
Il 16 dicembre 2015 viene eletto giudice costituzionale dal Parlamento in seduta comune, con 581 voti su un quorum di 571, su indicazione del Partito Democratico, al trentaduesimo scrutinio complessivo insieme a Franco Modugno e Giulio Prosperetti, sostenuti rispettivamente dal Movimento 5 Stelle e da Area Popolare, a seguito di un accordo politico fra i tre partiti.
Il 12 dicembre 2023 Barbera è stato eletto Presidente della Corte Costituzionale, dopo un breve periodo in cui aveva rivestito lo stesso incarico ad interim in seguito al termine del mandato di Silvana Sciarra.

## Procedimenti giudiziari
Il nome di Augusto Barbera è stato incluso nell'elenco dei 44 indagati nell'inchiesta sui concorsi a cattedra di diritto costituzionale della tornata 2008-2010, con l'accusa di falso in atto pubblico per induzione. Secondo l'ipotesi investigativa avrebbe favorito taluni candidati, tra cui Federico Pizzetti, figlio di Francesco, già garante della Privacy. Il Pubblico Ministero in data 5 agosto 2016 ha chiesto la chiusura dell'indagine per intervenuta prescrizione. Il Giudice per le indagini preliminari del Tribunale di Roma in data 11 aprile 2017 accogliendo la richiesta del PM ha emesso il decreto di archiviazione evidenziando che non risulta alcun contatto o pressione di Augusto Antonio Barbera «avente ad oggetto la promessa reciproca e/o lo scambio di voti o di consensi».